# Profronde van Deurne
De Profronde van Deurne of Dernycriterium van Deurne is een wielercriterium in het Antwerps district Deurne. Sinds 2008 wordt het criterium op een kort parcours in het centrum van het district verreden.
In 2011 werd er door omstandigheden een sabbatjaar gehouden.

## Erelijst
| Jaar | 1e                 | 2e              | 3e                     |
| ---- | ------------------ | --------------- | ---------------------- |
| 2008 | Sven Nys           | Niels Albert    | Sergej Ivanov          |
| 2009 | Kevin Seeldraeyers | Björn Leukemans | Serge Pauwels          |
| 2010 | Björn Leukemans    | Wouter Weylandt | Zdeněk Štybar          |
| 2011 |                    |                 |                        |
| 2012 | Thomas De Gendt    | Lars Boom       | Sep Vanmarcke          |
| 2013 | Johan Vansummeren  | Sven Nys        | Klaas Vantornout       |
| 2014 | Niki Terpstra      | Tim Wellens     | Johnny Hoogerland      |
| 2015 | Iljo Keisse        | Sven Nys        | Kevin Pauwels          |
| 2016 | Wout van Aert      | Lars Boom       | Sep Vanmarcke          |
| 2017 | Filippo Pozzato    | Wout van Aert   | Laurens De Plus        |
| 2018 | Zdeněk Štybar      | Jasper De Buyst | Stijn Vandenbergh      |
| 2019 | Fabio Jakobsen     | Jasper De Buyst | Michael Vanthourenhout |